# Половець Володимир Михайлович
Володи́мир Миха́йлович По́ловець (нар. 2 січня 1937) — український науковець, історик. Доктор історичних наук (1997), професор (2001)  Чернігівського державного педагогічного університету (з 1998). Випускник Ніжинського педагогічного інституту (1958). Секретар Чернігівського обласного комітету Комуністичної партії УРСР. Працював на дипломатичній роботі в Афганістані (1985—1987). Працює в Чернігівському педагогічному університеті з 1990 року. Заслужений працівник освіти України (2007).

## Біографія
Народився 2 січня 1937 року в селі Веприк Бобровицького району Чернігівської області, УРСР. Дід — Василь Степанович Половець, родом із Малополовецького на Київщині.
1958 року закінчив історико-філологічний факультет Ніжинського державного педагогічного інституту.
Працював учителем, служив в радянській армії, навчався в аспірантурі. У 1972 році захистив кандидатську дисертацію на тему «Розвиток економічного співробітництва союзних республік в роки першої п'ятирічки». Працював другим секретарем Чернігівського міськкому та секретарем з питань ідеології Чернігівського обласного комітету Комуністичної партії України (1975 — 22 січня 1990).
1985 року направлений на дипломатичну роботу до Афганістану, звідки через два роки повернувся на попередню посаду.
З 1990 року працює у Чернігівському державному педагогічному інституті (нині — університет) ім. Т. Г. Шевченка на посадах старшого викладача кафедри історії СРСР і УРСР, доцента кафедри історії слов'ян. З 1998 року — завідувач кафедри українознавства і політології. 
1997 року захистив докторську дисертацію на тему «Кооперативний рух в Лівобережній Україні (1861—1917)».
2001 року присвоєно вчене звання професора.

## Нагороди
- 1976: Орден «Знак пошани»
- 1986: Орден Дружби народів
- 2007: Заслужений працівник освіти України.

## Праці

### Дисертації
- Кандидатська дисертація: Розвиток економічного співробітництва союзних республік в роки першої п'ятирічки (1972)
- Докторська дисертація: Кооперативний рух в Лівобережній Україні (1861—1917) (1997)

### Монографії
- «Кооперативний рух в Лівобережній Україні (1861—1917)» (1996);
- «Історія України», навчальна програма (1999);
- «Українознавство», навчальна програма (1999);
- «Історія слов'ян», курс лекцій (2000);
- «Українознавство», курс лекцій (2006);
- Уманець Федір Михайлович (1841—1917 рр.) (2006);
- Половець В. М. Половці. Чернігів: Просвіта, 2007. — 136 с. — ISBN 966-7743-51-9
- «Історія соціології» (у співавторстві з В. Гольцем) (2014).